# 에마 레어드
에마 레어드(영어: Emma Laird, 1996년 9월 8일 ~ )는 영국의 배우이다. 파라마운트 플러스 드라마 《메이어 오브 킹스타운》(2021-24)에 아이리스 역으로 출연하했다.
체스터필드 출신이다.

## 출연 작품

### 영화
- 베니스 유령 살인사건 (2023) - 데즈디모나 홀랜드 역
- 브루탈리스트 (2024)

### 텔레비전
- 메이어 오브 킹스타운 (2021-24) - 아이리스 역
- 크라우디드 (2023) - 애너벨 역